# Alma Gluck

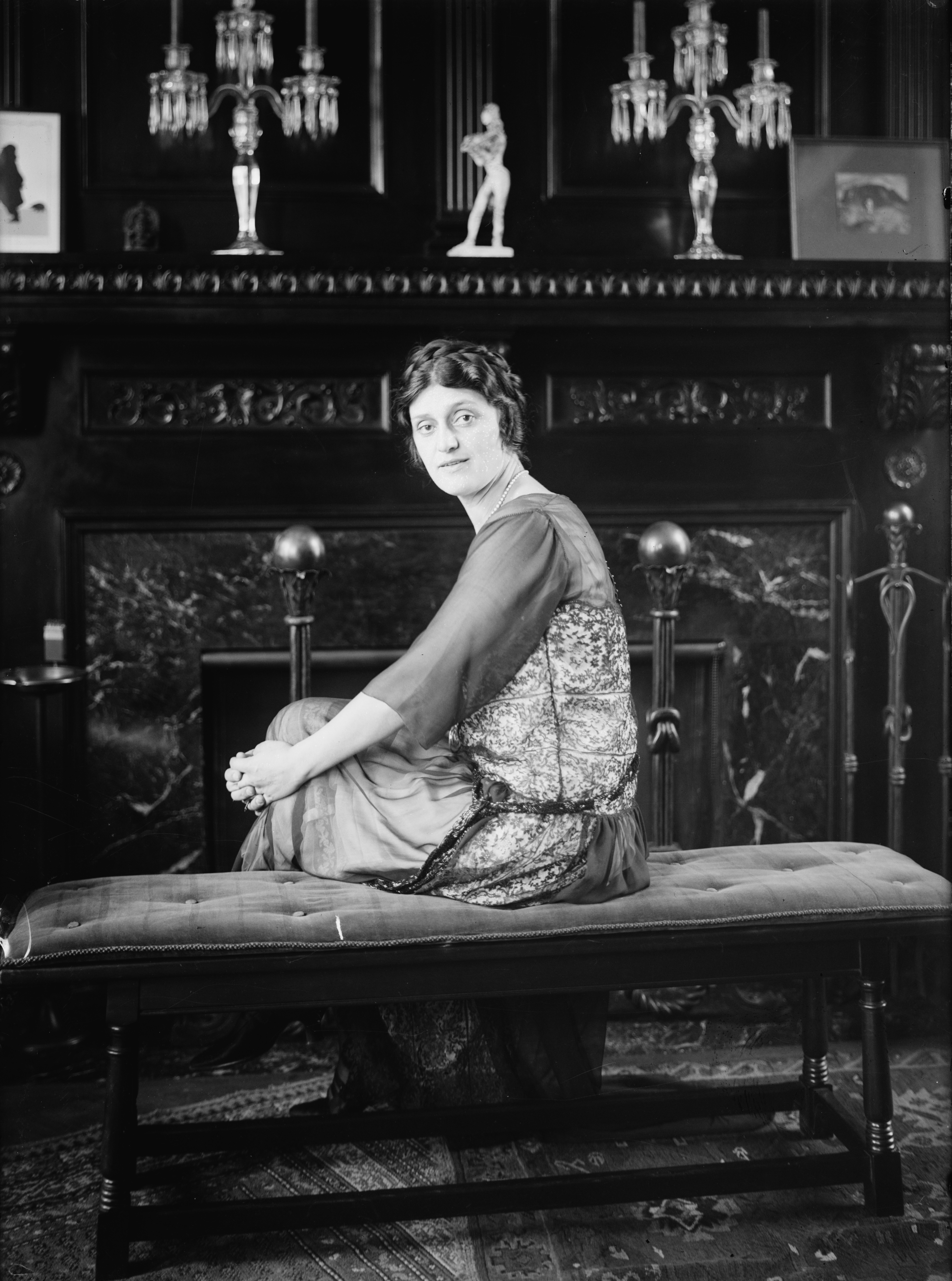
Alma Gluck.

Alma Gluck, nacida como Reba Heinsohn (Iași, Rumanía, 11 de mayo de 1884 - Nueva York, 27 de octubre de 1938) fue una soprano de origen rumano nacionalizada estadounidense.
Nació en el seno de una familia judía rumana. Sus padres, León, gran aficionado a la música, y Zara, que poseía una hermosa voz decidieron emigrar a los Estados Unidos, instalándose en el Lower East Side de Nueva York.
Tras terminar sus estudios secundarios, trabajó en un despacho de abogados. Se casó con Bernard Gluck, veinte años mayor que ella, y con él tuvo una hija, Abigail Marcia, que se convertiría en escritora con el nombre de Marcia Davenport. Por entonces, Reba se dedicaba exclusivamente a las tareas domésticas.
En 1906 un aficionado a la ópera invitado a casa por su marido le oye cantar e insiste en que reciba clases de canto, consiguiendo que Arturo Buzzi-Peccia, un prestigioso profesor de canto, le dé clases por un precio reducido. Reba hace grandes progresos y pronto gana el dinero suficiente para acompañar a su maestro en una de sus estancias de verano en Europa, seguir recibiendo clases y también para contratar a un pianista para sus prácticas de voz.
En 1909 fue contratada por el Metropolitan Opera, cuyo director entonces era Arturo Toscanini, donde cosechó grandes éxitos hasta 1918. Elige como nombre artístico el de Alma Gluck. Durante su primer contrato, hasta 1912, su repertorio es mayoritarimente operístico. Durante el siguiente, que duró hasta 1918, se dedica a dar conciertos. También ofrece recitales y se convierte en una de las pioneras de la fonografía con su disco Carry me Back to old Virginny, del que se vendió un millón de copias, algo que nunca había sucedido antes con una grabación de un cantante clásico.
Se divorció en 1914 y dos años después se casó con el violinista Efrem Zimbalist, con quien tuvo otros dos hijos, María y el actor Efrem Zimbalist Jr, padre a su vez de la también actriz Stephanie Zimbalist.
Decide retirarse casi definitivamente en 1925 a New Hartford (Connecticut). Falleció a los 54 años de un fallo hepático.